# Tehrik-e-Hurriat-e-Kashmir
Tehrik-e-Hurriat-e-Kashmir (TeHK) és un grup considerat terrorista o insurgent del Caixmir que actua principalment a Azad Kashmir. Apareix el 1990 amb el suport d'ISI. És la facció radical escindida el 2003 de l'All Parties Hurriyet Conference, facció que va agafar aquest nom que era el d'un dels membres constituents.